# Penthophlebia posticaria
Penthophlebia posticaria là một loài bướm đêm trong họ Geometridae.